# Nicola Popolizio
Nicola Popolizio (Altamura, 4 ottobre 1747 – Altamura, 10 maggio 1799) è stato un presbitero italiano. È noto soprattutto per essere stato un martire della Rivoluzione altamurana (1799). Fu uno strenuo difensore della città di Altamura, stretta dall'assedio dei sanfedisti capeggiati da Fabrizio Ruffo e per questo fu ucciso "con orribili tormenti" sotto il portico antistante alla cattedrale di Altamura.

## Biografia

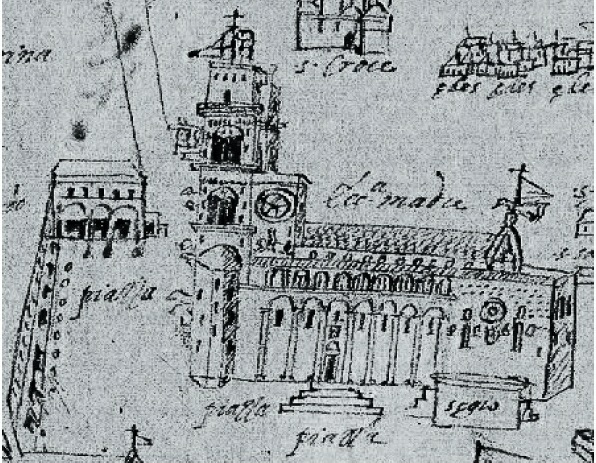
Il portico antistante alla Cattedrale di Altamura dove Nicola Popolizio fu torturato e ucciso. Il portico oggi non esiste più, ed era situato in corrispondenza dell'odierno palazzo Melodia - Disegno della fine del XVI secolo conservato presso la Biblioteca Angelica di Roma, Carte Rocca P/33

Nicola Popolizio nacque ad Altamura il 4 ottobre 1747 da Angelo Popolizio e Brigida Loporcaro. Fu sacerdote della Cattedrale di Altamura e, nel 1784 insegnò latino e greco antico nell'Università degli Studi di Altamura. Viene inoltre descritto come molto preparato "in ogni genere di letteratura".

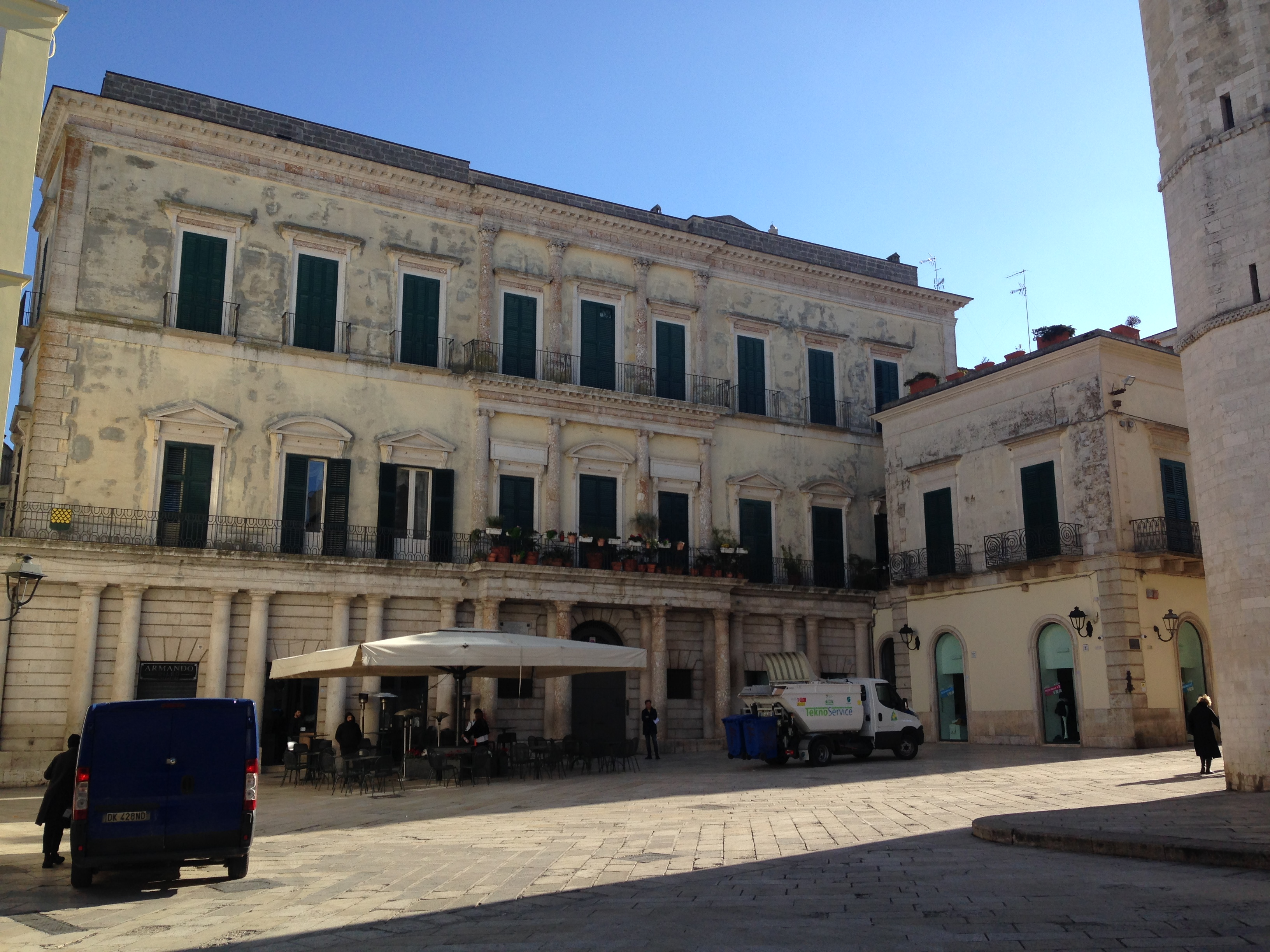
L'area dove sorgeva il portico numerato di proprietà della Cattedrale di Altamura e dove fu torturato e ucciso Nicola Popolizio, oggi demolito e sostituito da Palazzo Melodia

Durante la Rivoluzione altamurana (1799), prese parte attiva alla rivolta e difese strenuamente la città. In particolare, nelle prime fasi fu nominato tenente, mentre Giuseppe Giannuzzi fu nominato capitano (Vitangelo Bisceglia chiama Giannuzzi ironicamente "Robespierre" oppure "il medico terrorista"). Non poté oppure non volle abbandonare la città di Altamura la notte che precedette l'entrata dei sanfedisti. Per questo e per aver preso parte attiva alla rivolta, fu "torturato fino alla morte" sotto il portico antistante alla Cattedrale di Altamura, spegnendosi presumibilmente il 10 maggio 1799.
Lo storico Giuseppe De Ninno (1852-1930) così ricorda Nicola Popolizio:
(Giuseppe De Ninno, contenuto in vicenti-medaglioni, pag. 92)
Degna di nota è anche la testimonianza di Vitangelo Bisceglia, scritta poco dopo il 1799. Egli, però, aveva già lasciato Altamura nel momento in cui i sanfedisti entrarono nella città, e pertanto la sua testimonianza non è di tipo diretto, ma basata quasi sicuramente su racconti di terzi. In particolare, Bisceglia afferma:
(bisceglia-1800, pag. 390)